# Blackwood Dub
Blackwood Dub – dwudziesty siódmy album studyjny jamajskiej sekcji rytmicznej Sly & Robbie.
Płyta została wydana 24 lutego 2012 roku przez niemiecką wytwórnię Groove Attack Records. Nagrania zostały zarejestrowane w studiach Harry J oraz The Mixing Lab w Kingston. Ich produkcją zajęli się Alberto "Burro" Blackwood oraz Gilroy "Rolex" Stewart.

## Lista utworów
1. "Dirty Flirty"
2. "Shabby Attack"
3. "Burru Saturday"
4. "Communication Breakdown"
5. "Frenchman Code"
6. "Riding East"
7. "Ruff House"
8. "Smoothie"
9. "The Bomber"
10. "The Great Escape"

## Muzycy
- Dalton Brownie – gitara
- Darryl Thompson – gitara
- Mikey "Mao" Chung – gitara
- Radcliffe "Dougie" Bryan – gitara
- Robbie Shakespeare – gitara basowa
- Sly Dunbar – perkusja
- Uziah "Sticky" Thompson – perkusja
- Noel "Skully" Simms – perkusja
- Ansel Collins – keyboard
- Robert Lynn – keyboard